# Hotel Maffija 3
Hotel Maffija 3 – wspólny album studyjny raperów będących członkami kolektywu SB Maffija. 1 czerwca 2023 roku na kanale YouTube SBM Label pojawił się pierwszy tytułowy singiel promujący „Hotel Maffija 3".
W utworze można usłyszeć wykonawców takich jak: White 2115, Kinny Zimmer, Solar, Tomb, Janusz Walczuk, Lanek, Jacuś, po prostu Kajtek, Kacperczyk, Bryan, Fukaj, Nypel, Szaran, Beteo, Michał Anioł, Białas.
Zakup produktu (BOXa, lub samej płyty) dostępny był do 11 czerwca 2023 roku, natomiast premiera albumu, wraz z dostarczeniem przesyłek miała miejsce 11 sierpnia 2023 roku.
W grudniu 2023 nagrania uzyskały certyfikat dwukrotnie platynowej płyty.

## Lista utworów – Hotel Maffija 3
Opracowano na podstawie źródłowego materiału.
| Nr | Tytuł utworu                               |
| -- | ------------------------------------------ |
| 1  | Hotel Maffija 3                            |
| 2  | SQNHEAD                                    |
| 3  | Rusztom                                    |
| 4  | 3 w nocy w Międzyzdrojach                  |
| 5  | Pomnik                                     |
| 6  | Powodzenia Szaran (Ft. Bedoes 2115)        |
| 7  | Bungee (Ft. Bungee [PL])                   |
| 8  | Jeep Wrangler                              |
| 9  | Obcy                                       |
| 10 | LOS (Ft. Drużyna 2115)                     |
| 11 | Plaża w Międzyzdrojach                     |
| 12 | Mówi się trudno                            |
| 13 | Na drugi koniec świata                     |
| 14 | Pustka (Ft. Sokół)                         |
| 15 | Bad Bunny (Ft. bambi)                      |
| 16 | Czerwone słońce                            |
| 17 | Klasyczny trap                             |
| 18 | Czarna Perła (Ft. GUGU)                    |
| 19 | Patrick Swayze (Ft. bambi)                 |
| 20 | Zimne morze                                |
| 21 | Pieniądze i Sława (Ft. Sobel)              |
| 22 | Wioska ukryta we mgle (Ft. Sokół & Szpaku) |
| 23 | TRAPI$ZON                                  |
| 24 | Hehelikopter                               |
| 25 | Zamki z piasku (Ft. bambi)                 |
|    | LUKSUSOWY AUTOBUS                          |